# Skřivaň

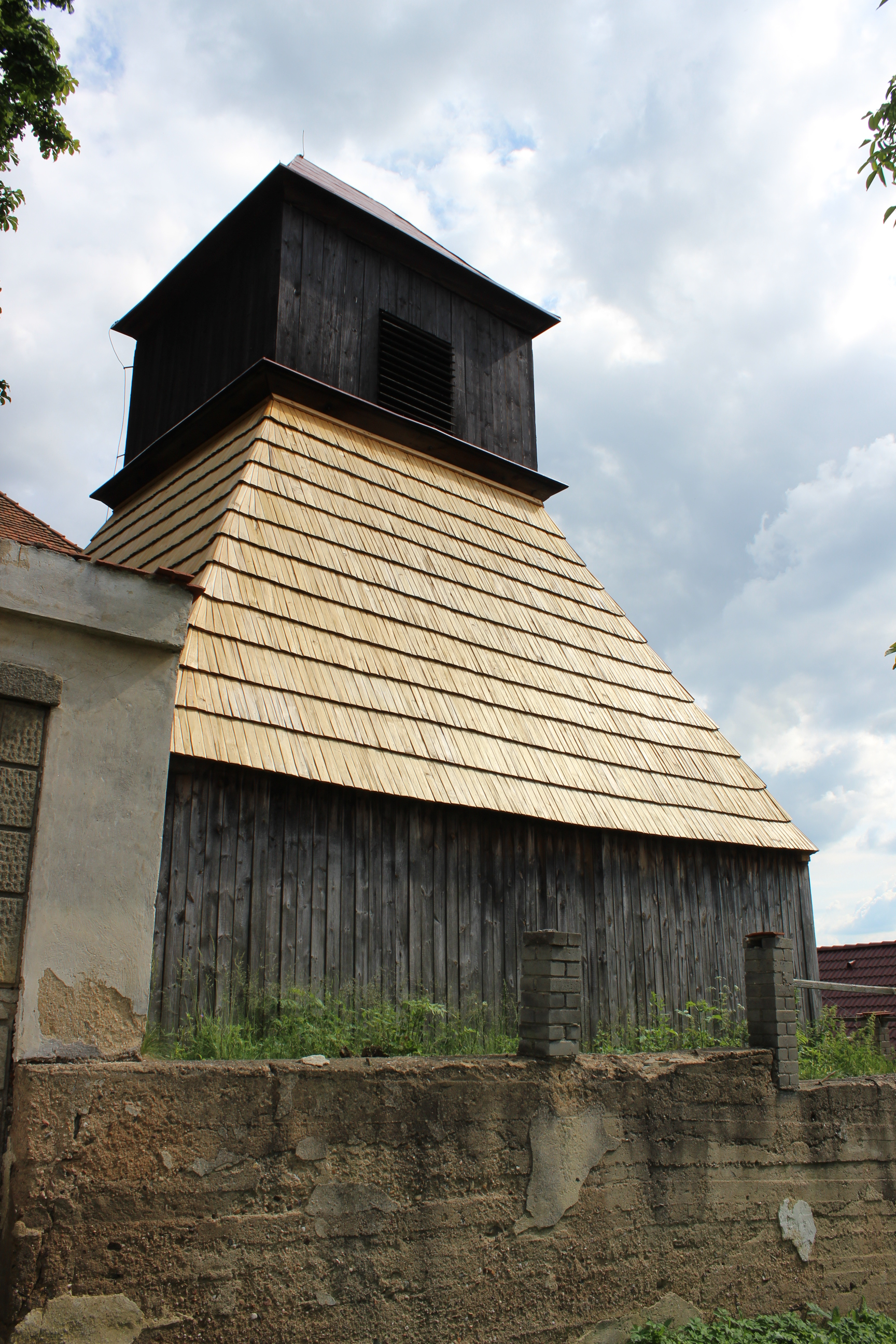
Glockenturm der Kirche der hl. Stephan

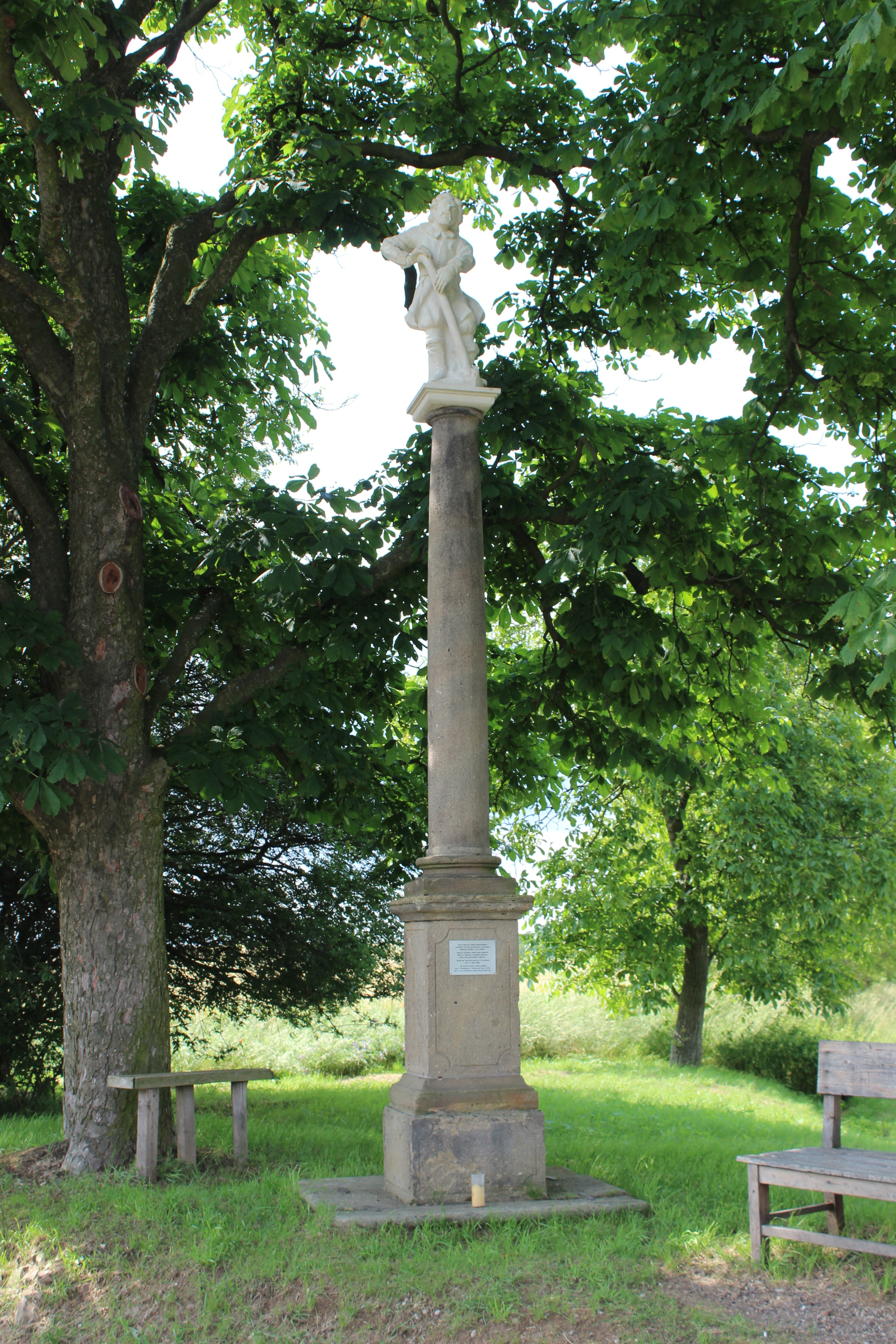
St. Isidor-Säule

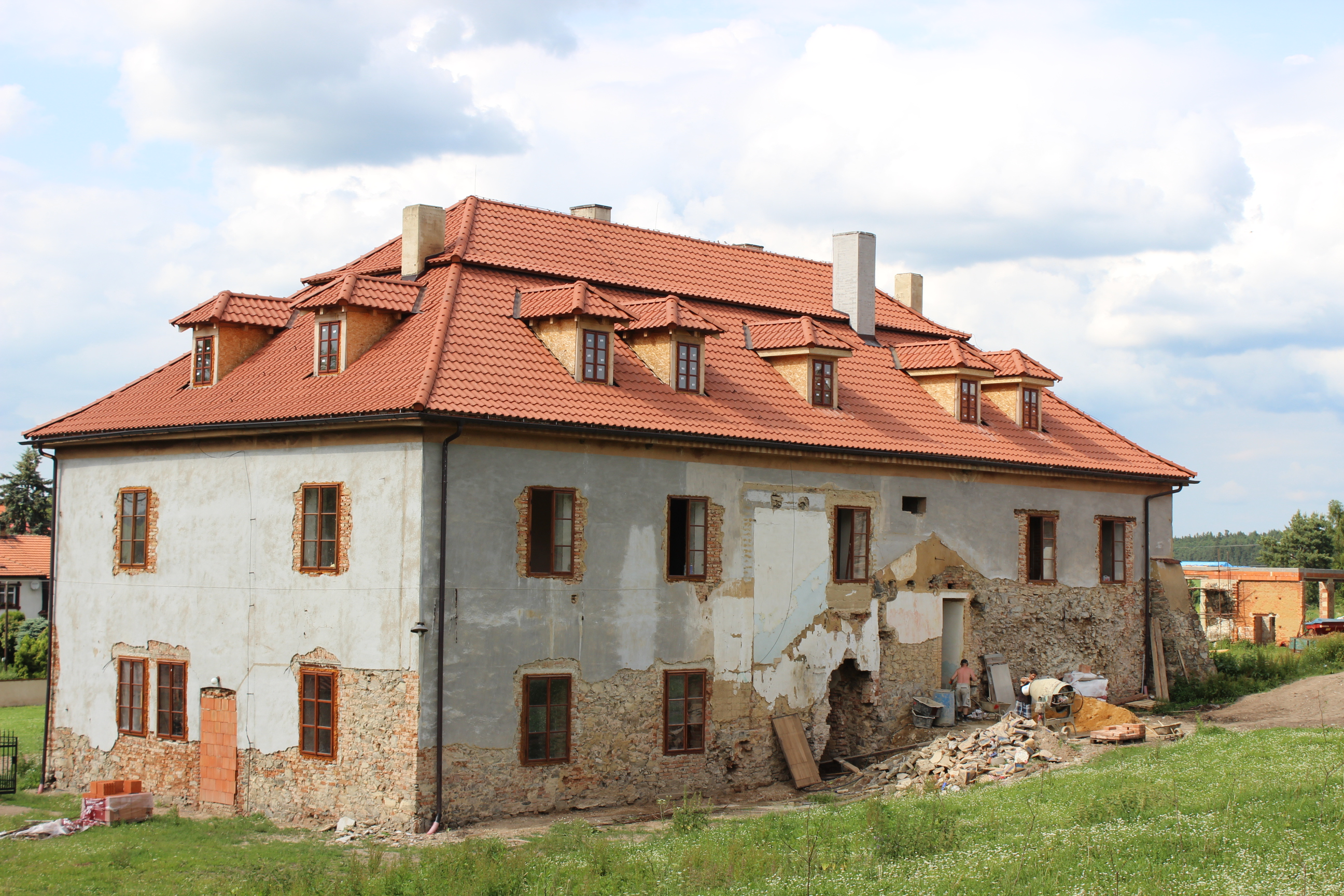
Schloss Skřivaň

Skřivaň (deutsch Skřiwan, 1939–45 Lerchenhaid) ist ein Ortsteil von Pavlíkov in Tschechien. Er liegt zehn Kilometer südlich von Rakovník und gehört zum Okres Rakovník.

## Geographie
Skřivaň befindet sich in der Křivoklátská vrchovina im Landschaftsschutzgebiet Křivoklátsko. Das Dorf liegt auf einer Anhöhe zwischen den Tälern der Bäche Tyterský potok und Všetatský potok im Quellgebiet eines kleinen Zuflusses zum Tyterský potok. Nördlich erhebt sich die Homolka (428 m), im Nordosten der Roškal (421 m) und die Kamenná (429 m), östlich der Lánsko (441 m), im Südosten der Valachov (413 m), südlich der Novosedlecký kopec (462 m), im Westen die Hůrka (492 m) sowie nordwestlich der Žalkov (434 m).
Nachbarorte sind Pavlíkov, Všetaty und Lašovice im Norden, Čepiny, Pustověty, Kalubice und Malá Buková im Nordosten, Velká Buková, Roztoky, Višňová und Branov im Osten, V Habrovém Loužku, Gypsárna, Nezabudice, U Rozvědčika und Křiniště im Südosten, Hracholusky, Kovárna und Novosedly im Süden, Slabce und Malé Slabce im Südwesten, Tyterský Mlýn, Skupá und Nová Ves im Westen sowie Tytry, Křižovatka, Panoší Újezd und Hvozd im Nordwesten.

## Geschichte
Die erste schriftliche Erwähnung des Edelknechtsgutes Skřivaň erfolgte im Jahre 1355 als Besitz der Brüder Kuneš. Die Kirche des hl. Stephan wurde 1384 in den Errichtungsbüchern erstmals als Pfarrkirche erwähnt. Im 17. Jahrhundert begann am Valachov der Abbau von Alaunschiefer, der im Schwarzthaler Alaunwerk bei Hracholusky verarbeitet wurde. Die Besitzer des Gutes wechselten oft; im 17. Jahrhundert gehörte es den Rittern von Renschberg (Renšpergár z Renšperku), die 1660 auch das Gut Pavlíkov erbten. Johann Karl von Renschberg verkaufte Skřivaň 1690 für 19.233 Gulden an den böhmischen Kammerrat Franz Osseral. Von diesem erwarb es 1693 Franz Ferdinannd Audritzky von Audrč, der es im Jahr darauf für 20.800 Gulden an Johann Ulrich Freiherr von Klebelsberg weiter veräußerte. Dieser vererbte das Gut seinem Sohn Johann Georg von Klebelsberg. Nach dessen Tode wurde das Gut Skřivaň 1744 gerichtlich versteigert und für 38.800 Gulden von Franz Leweneur Freiherr von Grünwall erworben. Im Jahre 1748 kaufte Maria Anna Fürstin zu Fürstenberg das Gut für 40.500 auf und schloss es an die Herrschaft Pürglitz an. Sie vereinigte die Herrschaften Pürglitz und Kruschowitz 1756 mit dem Gut Nischburg testamentarisch zu einem Familienfideikommiss von 400.000 Gulden. Die eine Hälfte des Erbes fiel ihren Söhnen Joseph Wenzel zu Fürstenberg-Stühlingen und Karl Egon I. zu Fürstenberg zu, die andere ihren Töchtern Henriette Fürstin von Thurn und Taxis und Maria Theresia zu Fürstenberg. Als Fideikommisserben setzte sie ihren zweitgeborenen Sohn Karl Egon I. ein, der durch Ausgleich auch die Anteile seiner Geschwister erwarb. Nach dem Tode von Karl Egon I. erbte 1787 dessen ältester Sohn Philipp Fürst zu Fürstenberg († 1790) den Besitz, ihm folgten seine Kinder Karl Gabriel zu Fürstenberg († 1799) und Leopoldine Prinzessin von Hessen-Rothenburg-Rheinfels. 1803 verzichteten die weiblichen Erben in einem Familienvergleich zugunsten des minderjährigen Karl Egon II. zu Fürstenberg und der fürstlichen und landgräflichen Häuser Fürstenberg; als Verwalter wurde bis zu dessen Volljährigkeit im Jahre 1817 Joachim Egon Landgraf von Fürstenberg eingesetzt.
Im Jahre 1843 bestand Skřiwan aus 51 Häusern mit 428 Einwohnern. Im Dorf gab es die Filialkirche des hl. Stephan, ein kleines Schloss und einen Meierhof mit Schäferei. Abseits lagen zwei Mühlen am Titterbach (Tyterský potok). Pfarrort war Groß-Augezd. Bis zur Mitte des 19. Jahrhunderts blieb Skřiwan der Herrschaft Pürglitz untertänig.
Nach der Aufhebung der Patrimonialherrschaften bildete Skřivaň / Skřiwan ab 1850 eine Gemeinde im Bezirk Rakonitz und Gerichtsbezirk Pürglitz. Nach dem Tode des Karl Egon II. zu Fürstenberg erbte 1854 dessen zweitgeborener Sohn Max Egon I. den Fideikommiss Pürglitz. 1929 verkaufte die Familie Fürstenberg die Immobilien an den tschechoslowakischen Staat. Im Jahre 1932 lebten in Skřivaň 345 Personen. Während der deutschen Besetzung erhielt das Dorf den deutschen Namen Lerchenhaid. Am 1. Jänner 1980 wurde Skřivaň nach Pavlíkov eingemeindet. Im Jahre 1991 hatte das Dorf 153 Einwohner, beim Zensus von 2001 lebten in den 58 Wohnhäusern von Skřivaň 134 Personen.

## Sehenswürdigkeiten
- Schloss Skřivaň, das im 17. Jahrhundert an Stelle einer Feste errichtete Bauwerk gehörte von 1748 bis 1921 den Fürsten von Fürstenberg. 1948 wurde es verstaatlicht und 1968–1969 bei einem Umbau verunstaltet. Heute befindet es sich wieder in Privatbesitz und wird sukzessive wiederhergestellt.
- Kirche des hl. Stephan, der aus dem 14. Jahrhundert stammende Bau mit freistehendem hölzernem Glockenturm aus dem Jahre 1660 erhielt seine heutige Gestalt in der 1. Hälfte des 19. Jahrhunderts. Die Kirche und der sie umgebende Friedhof sind als Kulturdenkmal geschützt
- Geburtshaus von Karel Šíma–Šimanovský
- Gezimmerte Chaluppen in Volksbauweise
- St.-Isidor-Säule, nordwestlich des Dorfes am Abzweig des Weges nach Tytry
- Naturdenkmal Valachov, südöstlich des Dorfes
- Relikte des Bergbaus am Valachov
- Denkmal für die Gefallenen des Ersten Weltkrieges

## Söhne und Töchter des Ortes
- Karel Šimanovský (1826–1904), Schauspieler und Shakespeare-Darsteller